# Maltas parlamentshus
Maltas parlamentshus (maltesiska: Dar il-Parlament, engelska: The Parliament House) är platsen där Maltas parlament sammanträder, belägen i landets huvudstad Valletta. Parlamentsbyggnaden uppfördes mellan 2011 och 2015 enligt ritningar av arkitekten Renzo Piano, som en del av projektet Proġett ta’ Bieb il-Belt. Inom samma projekt byggdes en ny stadsport till den befästa staden Valletta, och ruinerna av den Kungliga operan omvandlades till en utomhusteater. Bygget av parlamentsbyggnaden väckte mycket debatt på grund av dess moderna utseende och de höga kostnaderna, som steg till 90 miljoner euro.
Innan parlamentsbyggnaden uppfördes sammanträdde Maltas parlament i Stormästarens palats i Valletta. Gobelängsalen i palatset användes som plenisal från 1921 till 1976, varefter parlamentet flyttade till det tidigare vapendepåutrymmet i samma byggnad. Parlamentets sammanträden flyttade till den nuvarande byggnaden den 4 maj 2015.

## Läge
Maltas parlamentsbyggnad ligger vid gatan Triq ir-Repubblika i Valletta, nära stadens port. I omedelbar närhet av byggnaden finns Sankt Jakobs högverk, ruinerna av den Kungliga operan, palatset Palazzo Ferreria samt shoppingarkaden.
På platsen där parlamentsbyggnaden nu står fanns tidigare några byggnader och Vallettas järnvägsstation. Området skadades svårt under bombningarna under andra världskriget, och både järnvägsstationen och de omgivande byggnaderna revs på 1960-talet som en del av Vallettas utvecklingsprojekt. I stället anlades Frihetstorget (maltesiska: Misraħ il-Ħelsien), omgivet av en shoppingarkad. Torget var från början mycket enkelt och användes främst som parkeringsplats.

## Arkitektur och byggandet
Rivningen av Frihetstorgens shoppingarkader och den fjärde stadsporten påbörjades i oktober 2010. Efter rivningen genomfördes arkeologiska utgrävningar på platsen, och byggandet av parlamentsbyggnaden inleddes år 2011. Byggnadens stålstomme stod klar i början av 2012. Kalkstenen till fasaden bröts på ön Gozo och skars till önskad form i Italien, innan stenarna skickades tillbaka till Malta. Ursprungligen skulle byggnaden stå färdig i november 2012 eller i början av 2013. Färdigställandet försenades dock, och parlamentsbyggnaden invigdes slutligen år 2015.
Maltas parlamentsbyggnad består av två separata delar som är förbundna med broar. Den ena delen rymmer parlamentets sessionssalar. Byggnaden är uppdelad i två sektioner för att inte blockera utsikten från Frihetstorget mot Sankt Jakobs högverk. Båda delarna har tre våningar. Byggnaden har utformats med miljövänlighet i åtanke och är en så kallad nollutsläppsbyggnad. Värmeenergi tas till vara eller överförs till berggrunden under byggnaden och används sedan för att värma och kyla byggnaden, vilket eliminerar behovet av kyl- och värmesystem som torn eller pannor.

## Bilder

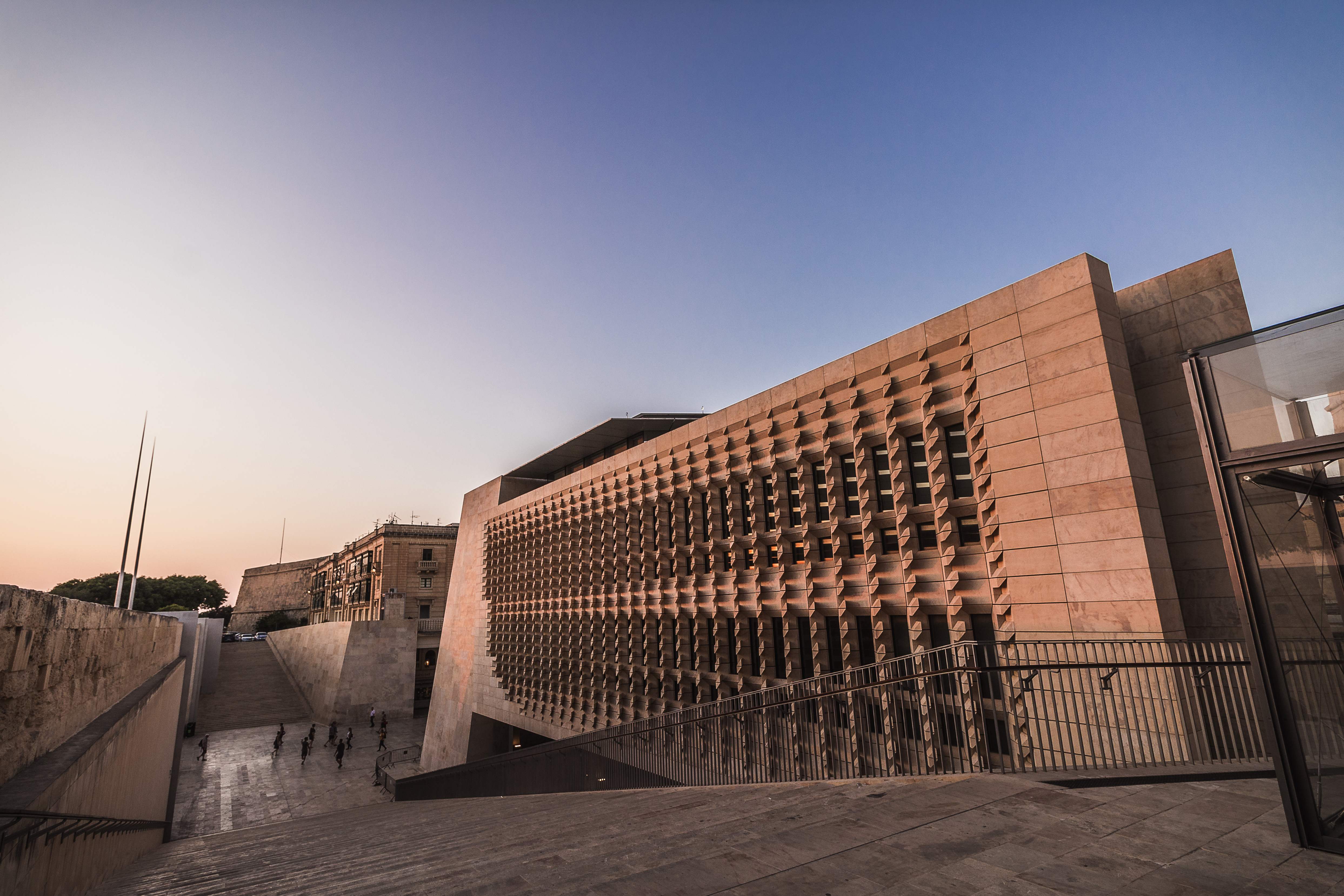
Parlamentshuset sett från spanska trappor.
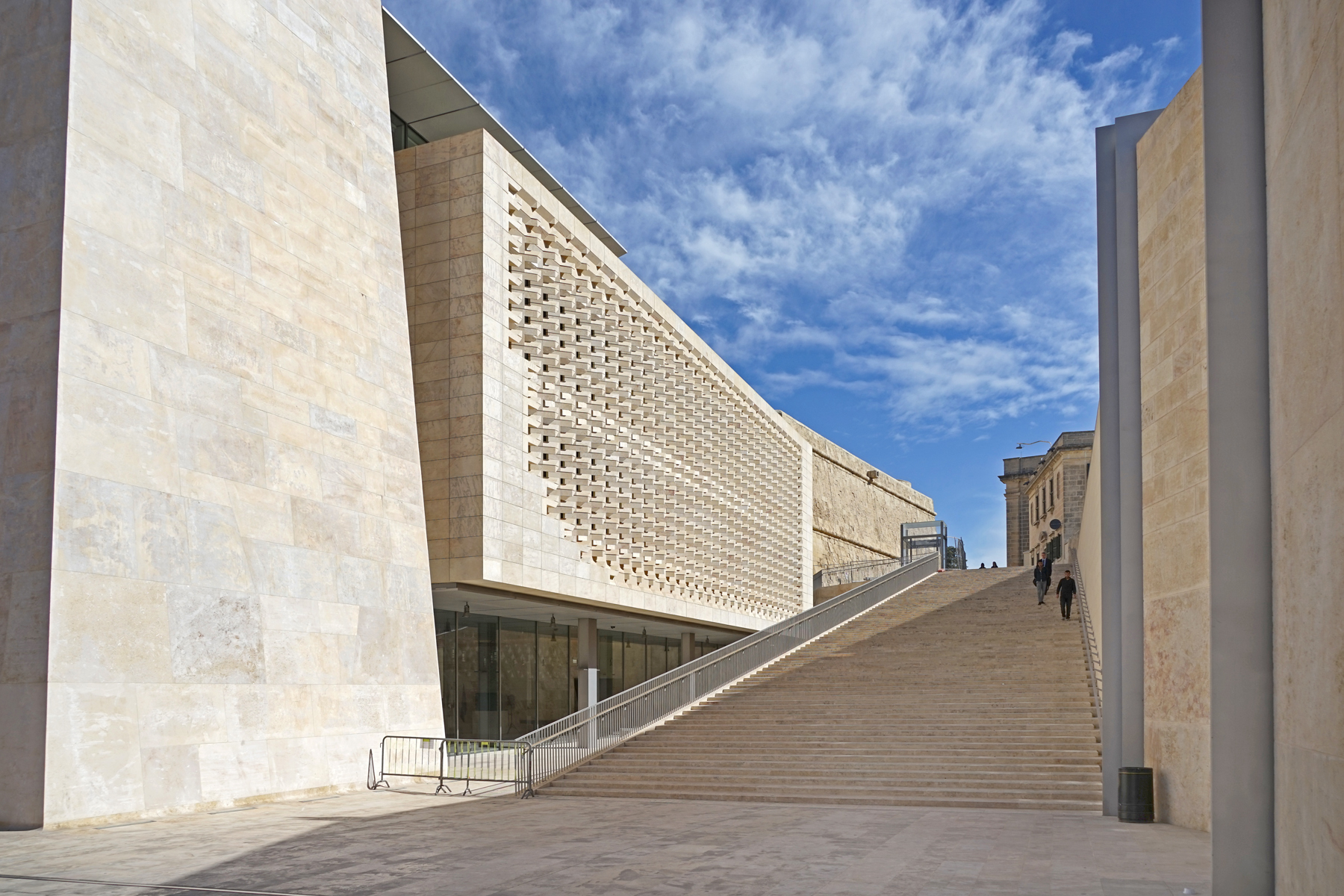
Parlamentshusets vägg och spanska trappor bredvid huset.
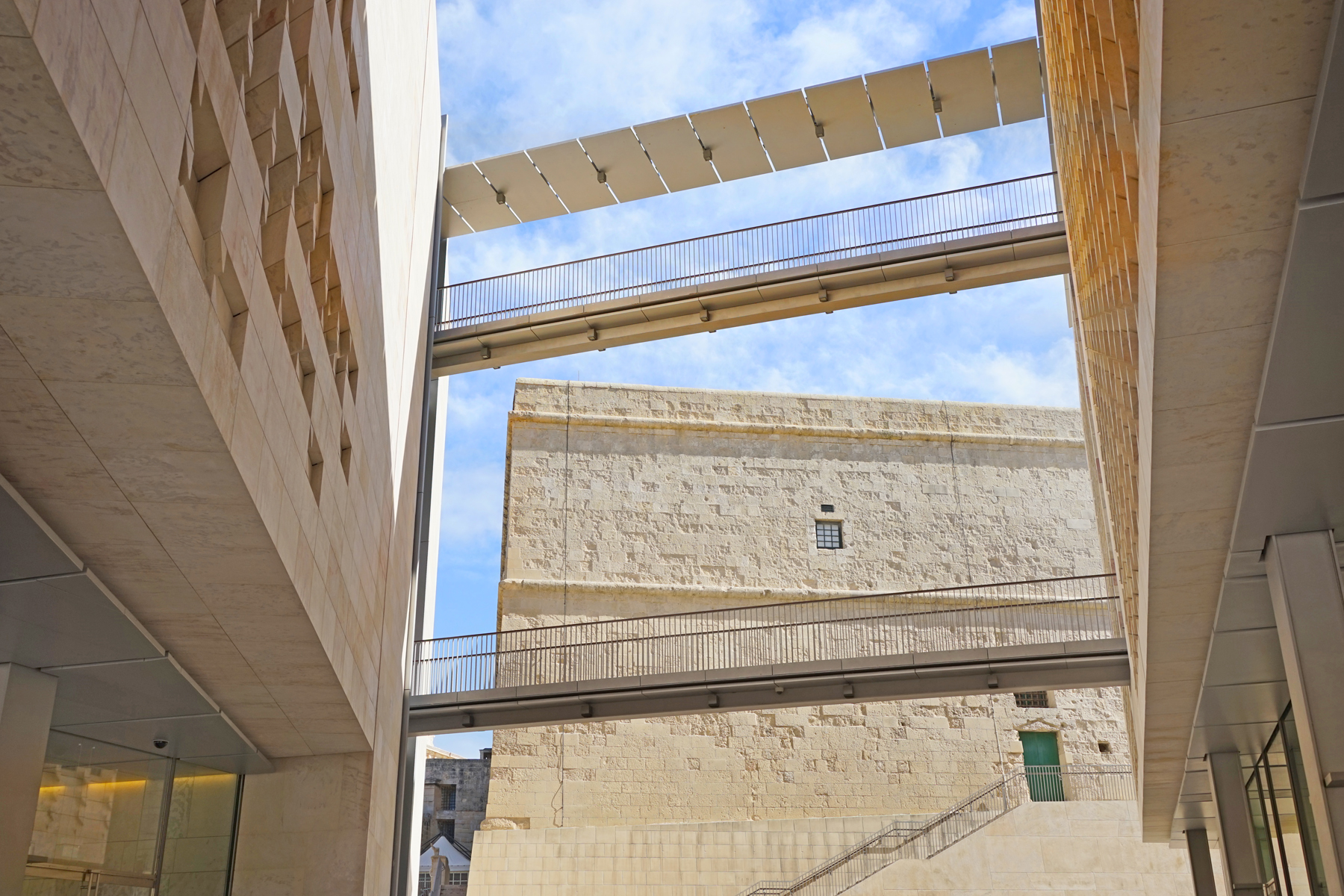
Broarna mellan de två delarna av huset.
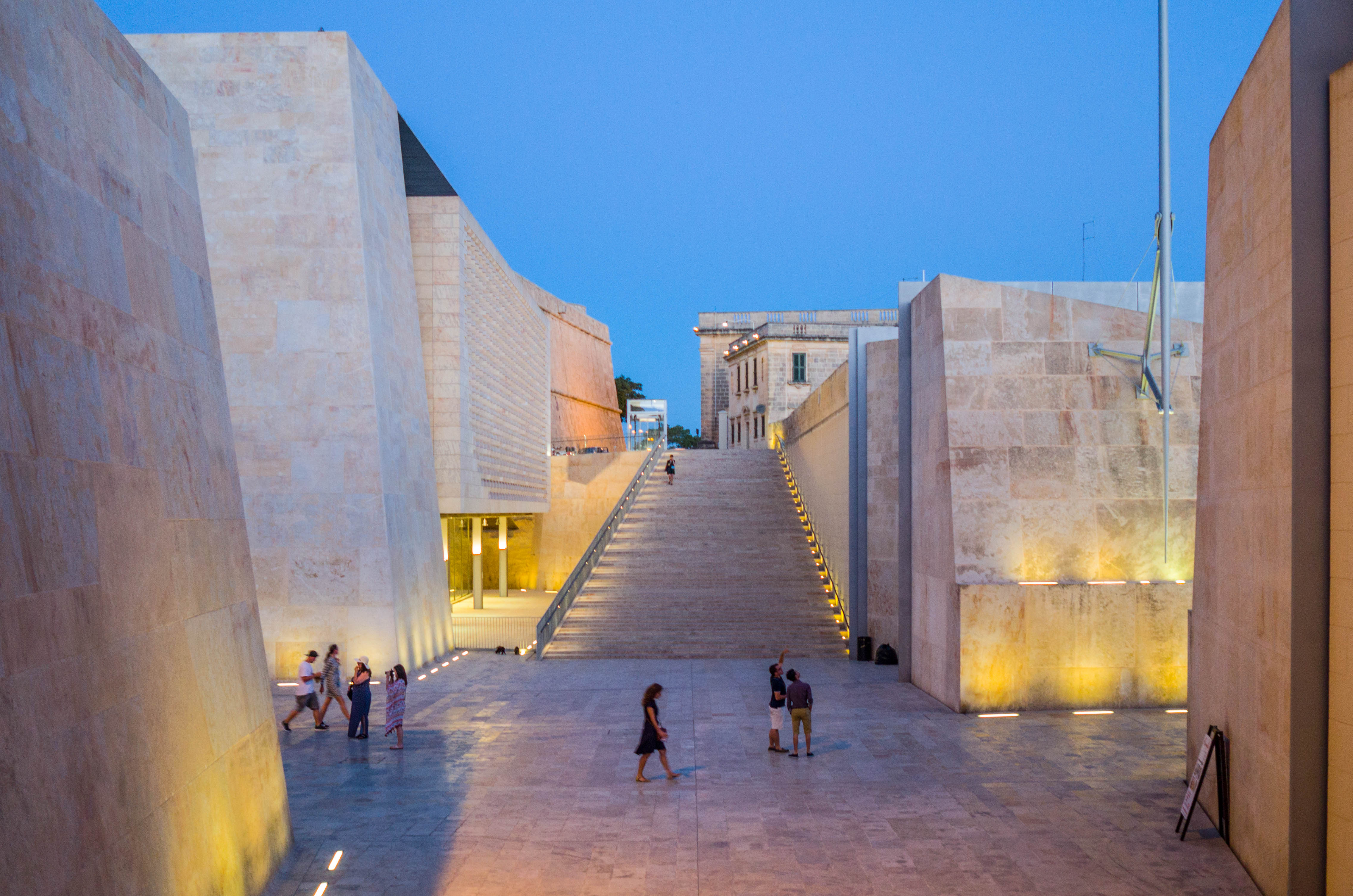
Huvudentrén till Valletta och hörnet av parlamentshuset.
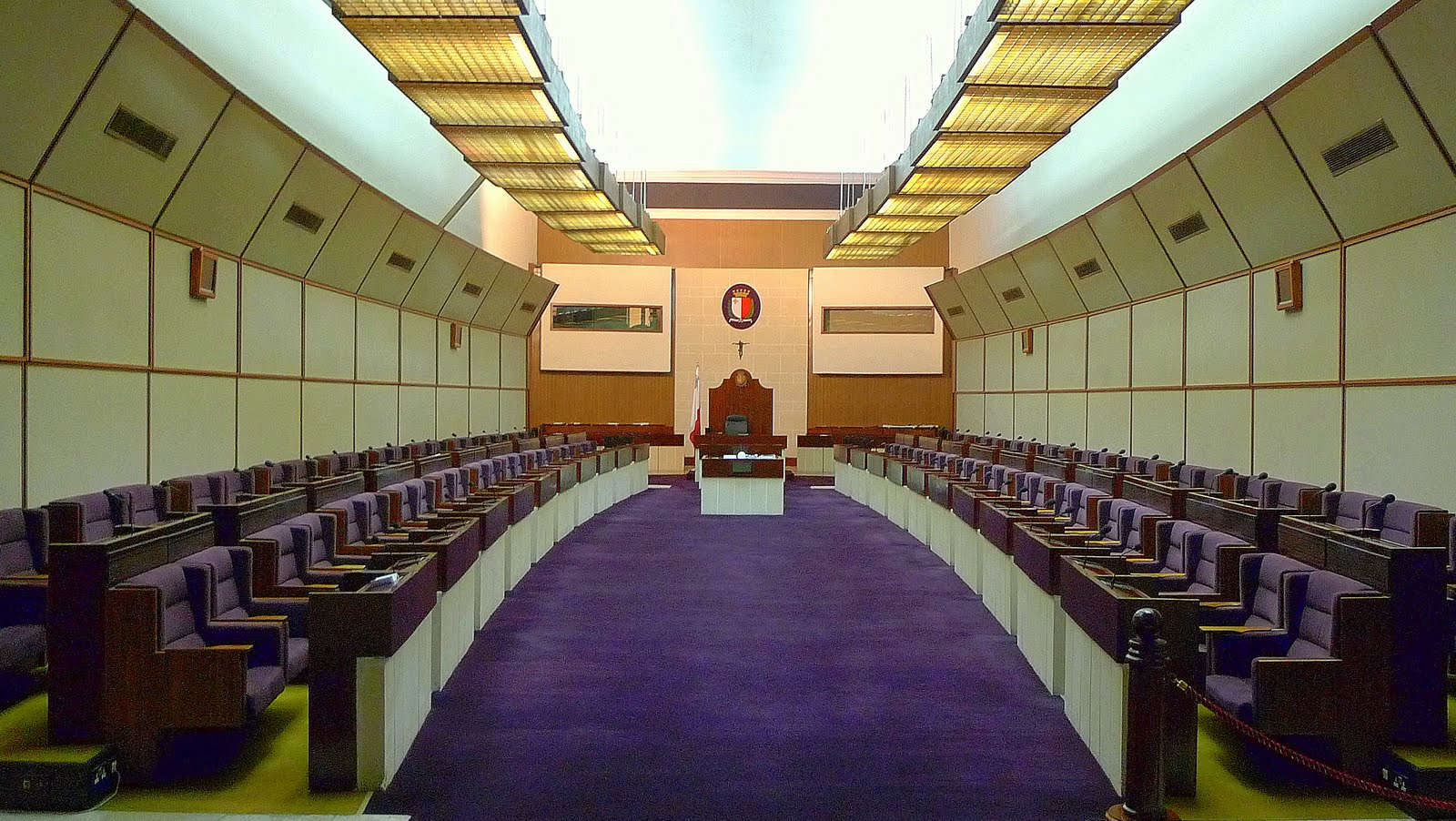
Sammanträdesrummet.
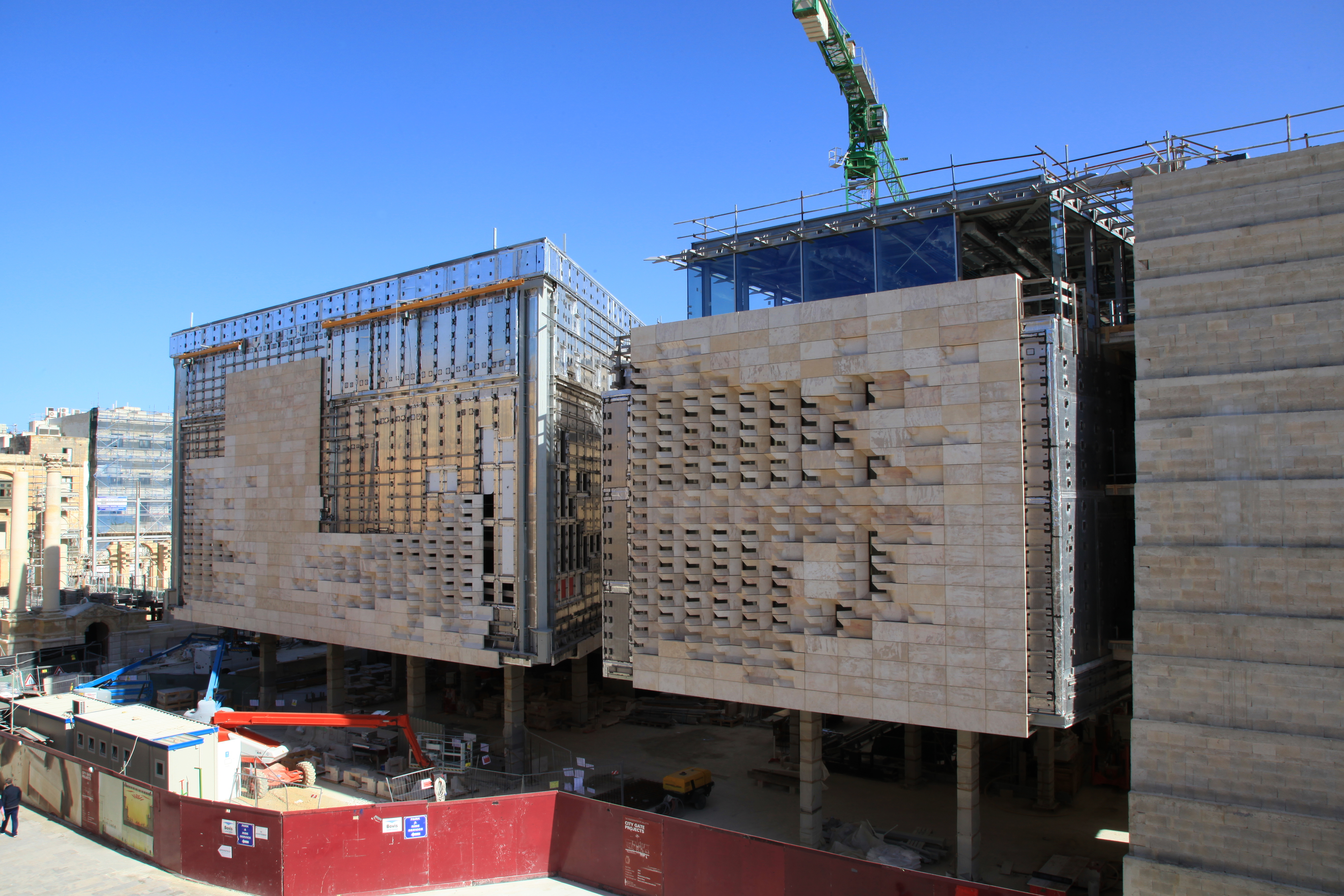
Byggandet av parlamentshuset pågår.
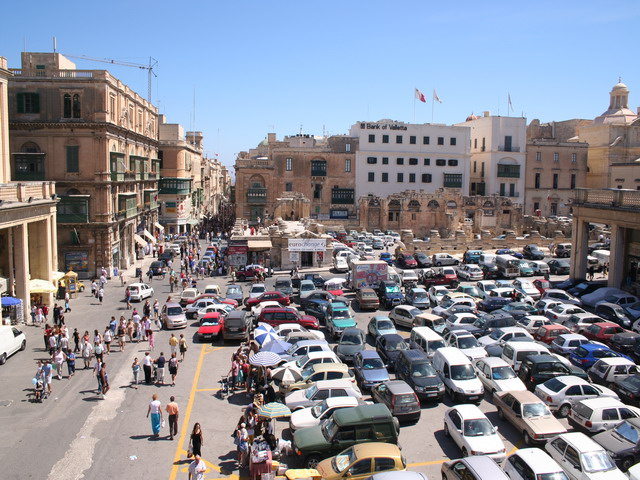
Frihetstorg och ruinerna av Kungliga operan innan parlamentshuset byggdes.
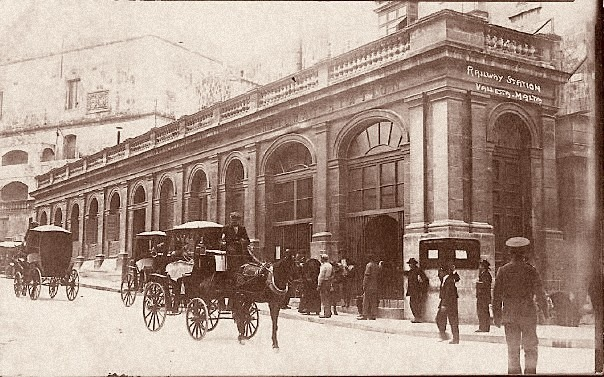
Vallettas gamla järnvägsstation.